# 離群棋
離群棋（Zeparate）是Guido Lap在2003年推出的兩到四人棋類。

## 棋具
- 7*7方格棋盤，共四十九個棋位。
- 以扁方塊為棋子，有四種顏色，各色四枚。兩位玩家時，每方各有兩種顏色；四位玩家，每方各一種顏色。

## 棋規
- 棋群是指互相以邊相連的棋子。

- 各玩家先輪流下一枚己棋於空棋位，每棋子必須至少和另一枚棋子以邊相連。
- 全部棋子放完後，開始行棋。每方輪流選擇將整串正向相連的棋子，朝其相連方向的兩端之一推動一格至空格，不得只推動一枚棋子，也不能讓恢復其上一回合的局面，並且最多僅能分離成兩棋群。
  - 當棋群分離時，將包含該回移動過棋子的棋群保留，另一棋群全部移出棋盤，並且該玩家再獲得一回合。

- 先有四枚同色的棋子移出棋盤，該代表色者勝。若同時達成，則平手。[1]

## 外部連結
- 遊戲介紹 （页面存档备份，存于）
- 線上遊戲 （页面存档备份，存于）